# Калиновка (Карасукский район)
Кали́новка — село в Карасукском районе Новосибирской области. Административный центр Калиновского сельсовета.

## География
Площадь села — 90 гектаров

## Население
| 2002 | 2007 | 2010 |
| ---- | ---- | ---- |
| 726  | ↗730 | ↘701 |

## Инфраструктура
В селе по данным на 2007 год функционируют 1 учреждение здравоохранения, 2 образовательных учреждения.